# لنجوان
لنجوان هي قرية في مقاطعة سراب، إيران. عدد سكان هذه القرية هو 26 في سنة 2006.